# Akmolská oblast
Akmolská oblast (kazašsky Ақмола облысы, rusky Акмолинская область) je oblast na severu Kazachstánu. Byla založena 14. října 1939 v rámci Kazašské SSR. V letech 1961–92 se jmenovala Celinogradská oblast a pod tímto názvem byla v letech 1962–64 součástí Celinného kraje. Má rozlohu 147 000 km². Má 748 200 obyvatel (2004). Hlavním městem je Kokčetau.

## Poloha
Oblast hraničí se čtyřmi oblastmi Kazachstánu (Kostanajskou na západě, Severokazachstánskou na severu, Pavlodarskou na východě a Karagandskou na jihu) a na jejím území leží hlavní město Astana.
Oblast leží na horním toku řeky Išim. Velká část se nachází v Kazašské pahorkatině (nadmořská výška 300 až 400 m). Na východě se nachází pohoří Jermentau a na jihozápadě Tengiz-Kurgaldžinská propadlina. Severní část je rovinatá s oddělenými vyvýšeninami (hora Dombyraly – 471 m)

## Klima
Klima je ryze kontinentální, suché. Léto je horké a suché, s častými větry s vysokou teplotou vzduchu (suchověje – суховеи) a pylové bouře. Teplota prudce kolísá během dne. Zima je chladná a dlouhá, s malým množstvím sněhu, se silným větrem a chumelenicemi. Průměrná teplota v červenci 20 °С na severu a 22 °C na jihu a v lednu −18 °С na severu a −16 °C na jihu. Množství srážek za rok je 200 až 250 mm na jihozápadě a 300 až 350 mm na severu, v horách i více.

## Vodní zdroje
Největší řeka je Išim (povodí Obu), která protéká zhruba středem oblasti z východu na západ. Její přítoky jsou Koluton a Žabaj. V pahorkatině pramení řeky Silety (na severovýchodě), Nura a Kulanutpes (na jihovýchodě), které končí v bezodtokých jezerech. 90 % ročního průtoku řek připadá na jaro, v létě voda opadá a některé řeky vysychají. Za účely zavlažování byla postavena Vjačeslavská přehrada nedaleko Astany. V oblasti je mnoho jezer především slaných (Tengiz, Kijakty, Kypšak, Alabota), ale i sladkovodních (Kurgaldžin, Kožakol, Itemgen). V pahorkatině se nacházejí Kokčetavská jezera.

## Půdy a flóra
Velká část oblasti leží v zóně stepí na tmavě kaštanových často slaných půdách. Na severozápadě jsou travnato-kavylové stepi na jižních černozemích, které jsou většinou rozorány. Na samém jihu jsou polopouštní pelyňkovo-kavylové stepi na světle kaštanových půdách střídané slanisky. V okolí řeky Išim a dalších řek jsou travnaté louky na lučních slaných půdách. V Tengiz-Kurgaldinské propadlině roste pouštní flóra na slaniscích. Na nejvyšších místech pahorkatiny rostou nevelké borové a březové háje na štěrkovitých horských černozemích.

## Fauna
Ve stepích se vyskytují hlodavci, sudokopytníci (sajga tatarská), šelmy, ptáci (dropi) a na březích jezer vodní ptactvo (plameňáci). Nachází se zde Kurgaldinská přijezerní rezervace.